# Гогу, Катерина
Катери́на Го́гу (греч. Κατερίνα Γώγου; 1 июня 1940 — 3 октября 1993) — греческая анархо-феминистка, поэтесса и актриса

 театра и кино.

## Биография
Катерина Гогу родилась в Афинах во время Второй мировой войны. Начала сниматься в кино в юном возрасте. Всего вышло более двадцати кинофильмов с её участием. В 1977 году Катерина Гогу получила премию Кинофестиваля в Салониках в номинации Лучшая актриса в главной роли за роль в фильме «To vary… peponi».

### Поэзия
Помимо актёрской деятельности она также известна своей поэзией. Книга её стихов «Three Clicks Left» (1978 год), была переведена на английский язык американским поэтом Джеком Хиршманом (англ. Jack Hirschman) и опубликован издательством Night Horn Books в 1983 году.

## Гибель
3 октября 1993 года она покончила с собой в возрасте 53 лет.